# 밀 Mi-26
밀 Mi-26(Mil Mi-26/나토 별칭: Halo)은 소련의 초대형 헬리콥터로, 현재까지 만들어진 헬리콥터 중 군용과 상업용을 막론하고 가장 큰 양산형 헬리콥터다. 또한 가장 강력한 헬리콥터이기도 하다. 수송량은 록히드 C-130 허큘리스와 동일하며, CH-47 치누크의 2배다.
소련의 헬리콥터 제작사 밀이 개발한 헬리콥터다.
Mi-26보다 큰 헬리콥터는 프로토타입으로 2기만 만든 소련의 V-12 헬리콥터 뿐이다.

## 수송력
이 헬리콥터는 세계에서 가장 강한 헬리콥터로, 투폴레프 Tu-134를 들어올릴 정도로 강하다. 또한 CH-47 치누크를 통째로 들어올리기도 하였다.
내부 역시 넓어서 사람의 경우 무장한 1개 중대가 헬리콥터 1대에 탑승할 수 있다.

## 제원

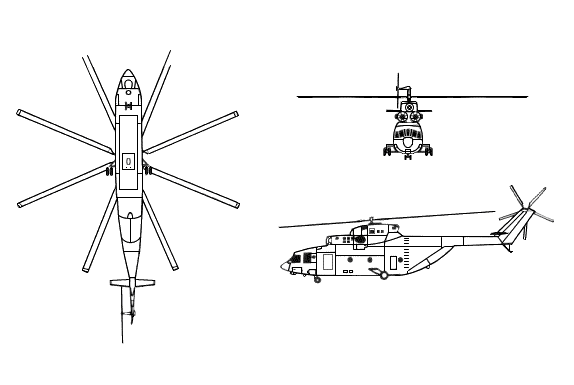
Mi-26

### 특성
- 승무원: 5명
- 수용력: 승객 90명 혹은 60개의 들것. 20,000 kg의 화물
- 전장: 40.025 m
- 전폭: 8.145 m
- 로터 지름: 32 m
- 면적: 804.25 m2
- 미적재 시 중량: 28,200 kg
- 최대 적재시 중량: 49,600 kg
- 최대 이륙가능 중량: 56,000 kg
- 엔진: 8,500 kW 로타레프 D-136 터보샤프트 엔진 x 2
- 메인 로터 회전 속도: 132 RPM

### 성능
- 최고 속도: 295 km/h
- 순항 속도: 255 km/h
- 최대 이동거리: 1,920 km
- 실용상승한계고도: 4,600 m

## 수송량
록히드 C-130 허큘리스의 수송량과 동일하며, CH-47 치누크의 2배다.
90명이 넘는 병력을 한꺼번에 실어나를수 있고, 커다란 장갑차가 통째로 들어가기도 한다.

## 대한민국
과거 삼성항공이 Mi-26을 불곰사업을 통해 도입 운용했으며, 산불 진화용 등에 사용되었다. 대구광역시 국채보상운동기념공원 건설 당시 경북 울진의 산기슭에서 소나무를 운반하는 사업에 사용되었다. 또한 신불산 자락에 위치한 군 사격장에서 60mm 박격포의 훈련탄에 의해 화재가 발생하였는데, 이 기체가 다가와 대량의 물을 투하했는데, 너무 커서 거의 하늘을 뒤덮을 정도였다고 한다. 현재는 한국에 없다.

## 조선민주주의인민공화국
2013년 7월 조선민주주의인민공화국의 평양에서 열병식이 열렸는데, 이때 Mi-26이 '김정은'이라고 적힌 대형 현수막을 들고 나타나 선두비행하였다. 원래 북한이 보유했다는 설이 있었는데, 도입이 확인된것은 이번이 처음이라고 한다.

## 엔진
11,200마력의 로타레프 D-136 터보샤프트 엔진 2개를 동력으로 사용하며, 로터의 깃 수는 8개다.

## 같이 보기
- CH-47 치누크
- 시코르스키 CH-53E 슈퍼 스탤리온